# Kardinale deugden
De vier kardinale deugden zijn
1. Prudentia (Voorzichtigheid - verstandigheid - wijsheid)
2. Iustitia (Rechtvaardigheid - rechtschapenheid)
3. Fortitudo (Moed - sterkte)
4. Temperantia (Gematigdheid - matigheid - zelfbeheersing)

Deze deugden werden hoog gewaardeerd door filosofen uit de oudheid. In het christendom zijn deze klassieke deugden opgenomen in de zeven deugden.
De naam is afkomstig van het Latijnse woord cardo: scharnier(pin), hengsel waarop een deur rust. Het zijn de kern- of spil-deugden: de deugden "waar het om draait". Ze zijn extra belangrijk omdat ze in elke andere deugd verondersteld worden. Bijvoorbeeld: wie op onvoorzichtige of onrechtvaardige wijze vriendelijk zou zijn, of wie geen maat weet te houden in zijn vriendelijkheid, of niet de moed heeft om ook vriendelijk te zijn als dat gevaar oplevert, die heeft niet echt de deugd van de vriendelijkheid.
De term "kardinale deugden" wordt voor het eerst door Ambrosius van Milaan (339-397) gebruikt. Het lijstje van vier vinden we al bij Plato (in zijn Politeia), maar ze werden vooral uitgewerkt door Aristoteles (in zijn Ethica Nicomachea). Overigens plaatst Aristoteles deze vier niet apart als groep, maar behandelt hij ze te midden van de andere deugden. Bij de Romeinen vinden we deze deugden o.a. beschreven bij Cicero (in zijn De Officiis). In het christendom werden de vier kardinale deugden samen met de drie goddelijke deugden samengevoegd tot de zeven deugden. Op basis van Aristoteles werden de deugden vooral door Thomas van Aquino opgenomen in de katholieke filosofie en moraalleer.

## Afbeeldingen
Fresco's uit 1303-1305 van Giotto di Bondone in de Cappella degli Scrovegni in Padua.

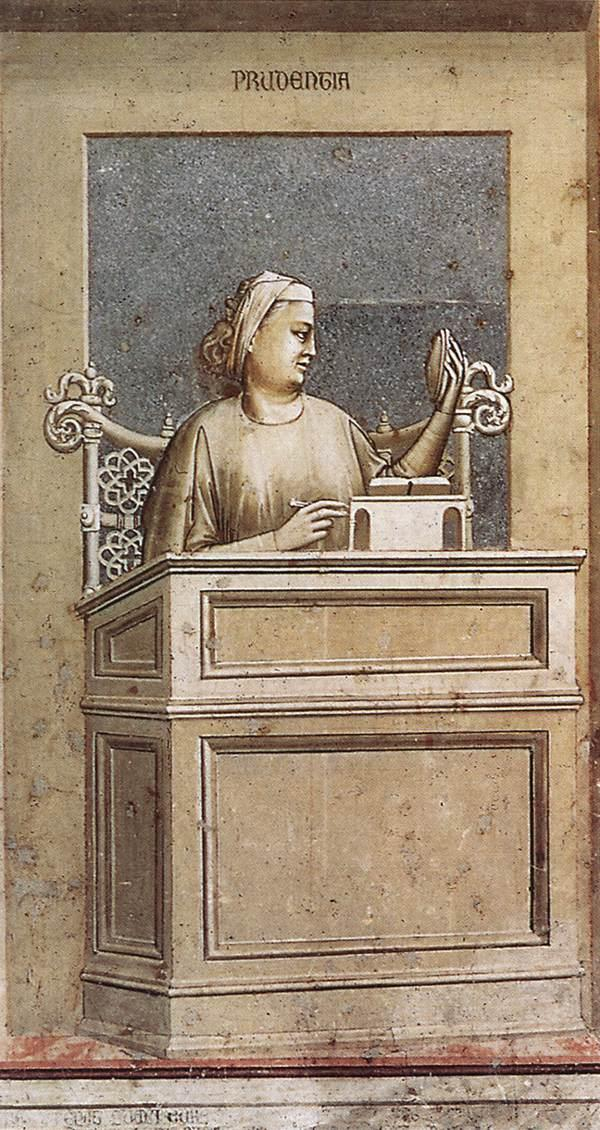
1. Prudentia: Wijsheid
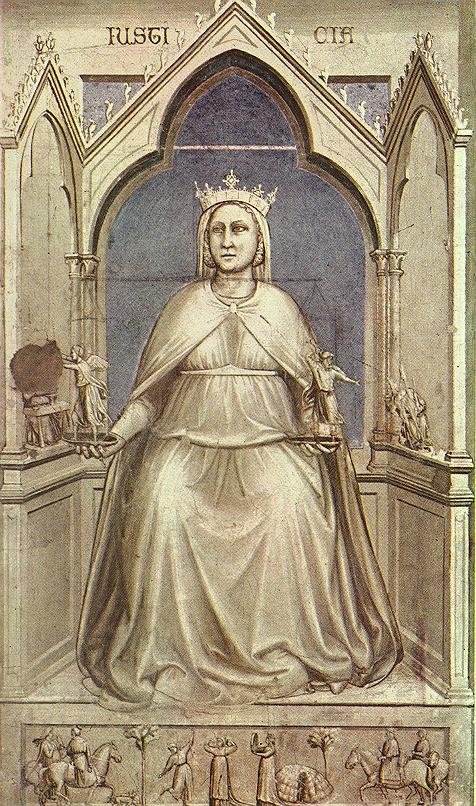
2. Iustitia: Rechtvaardigheid
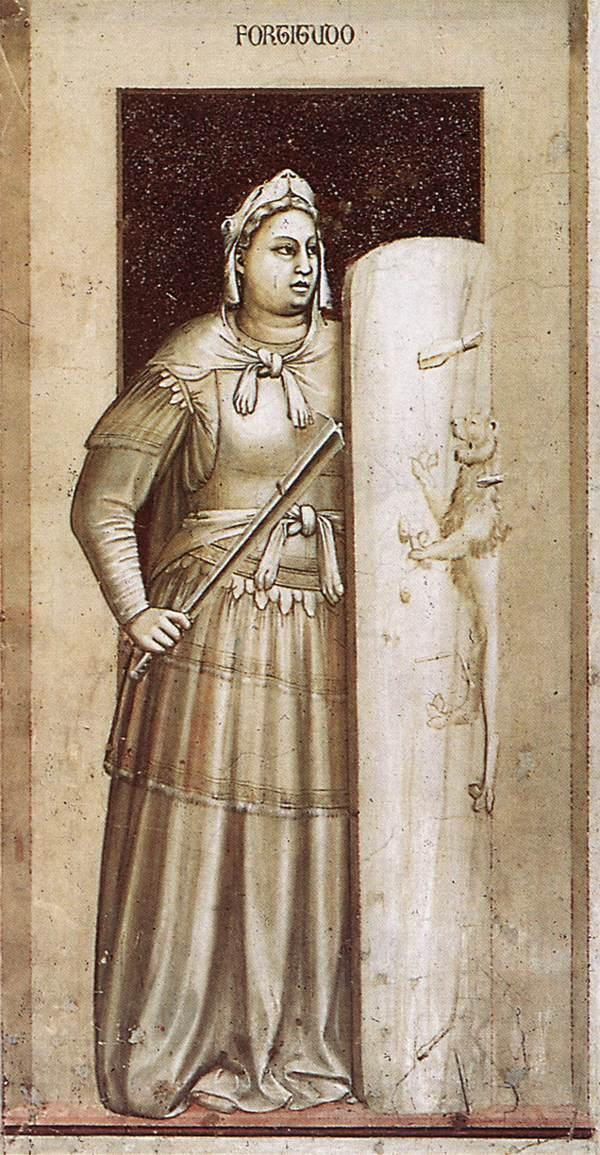
3. Fortitudo: Dapperheid
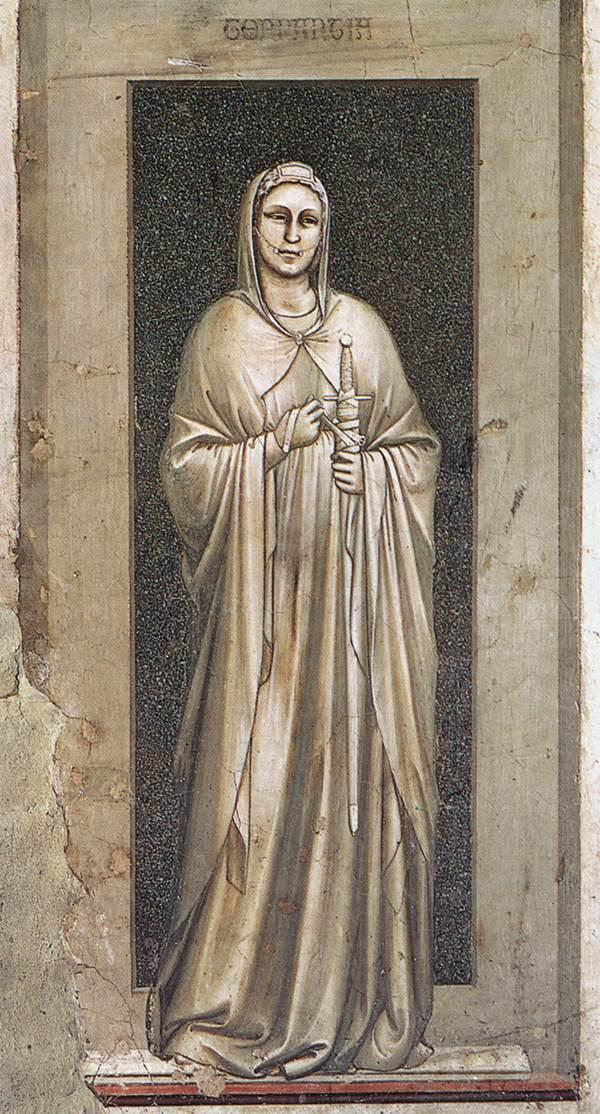
4. Temperantia: Gematigdheid